# 春陽会
春陽会（しゅんようかい）は、1922年（大正11年）1月14日に設立された在野の洋画団体の一般社団法人である。

## 創立

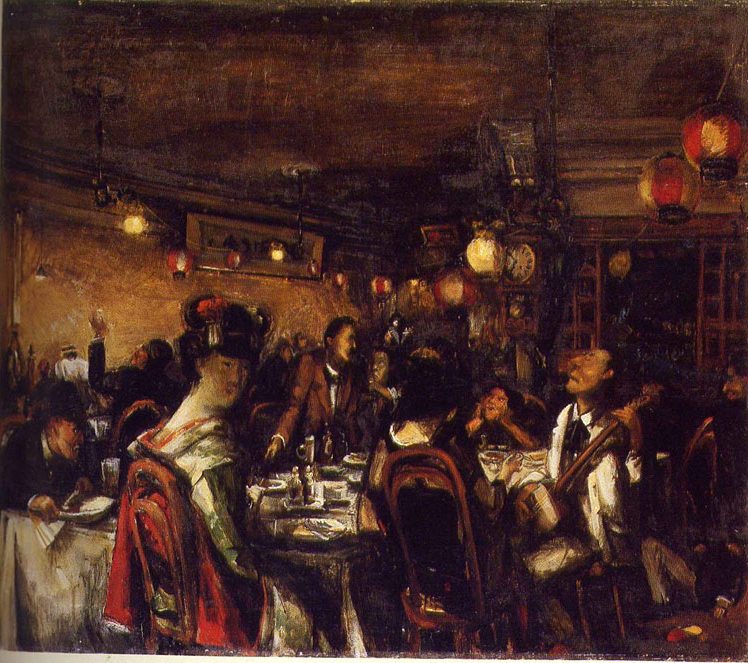
木村荘八『パンの会』1928年公表（昭和3年、第6回展出品）岐阜県美術館収蔵

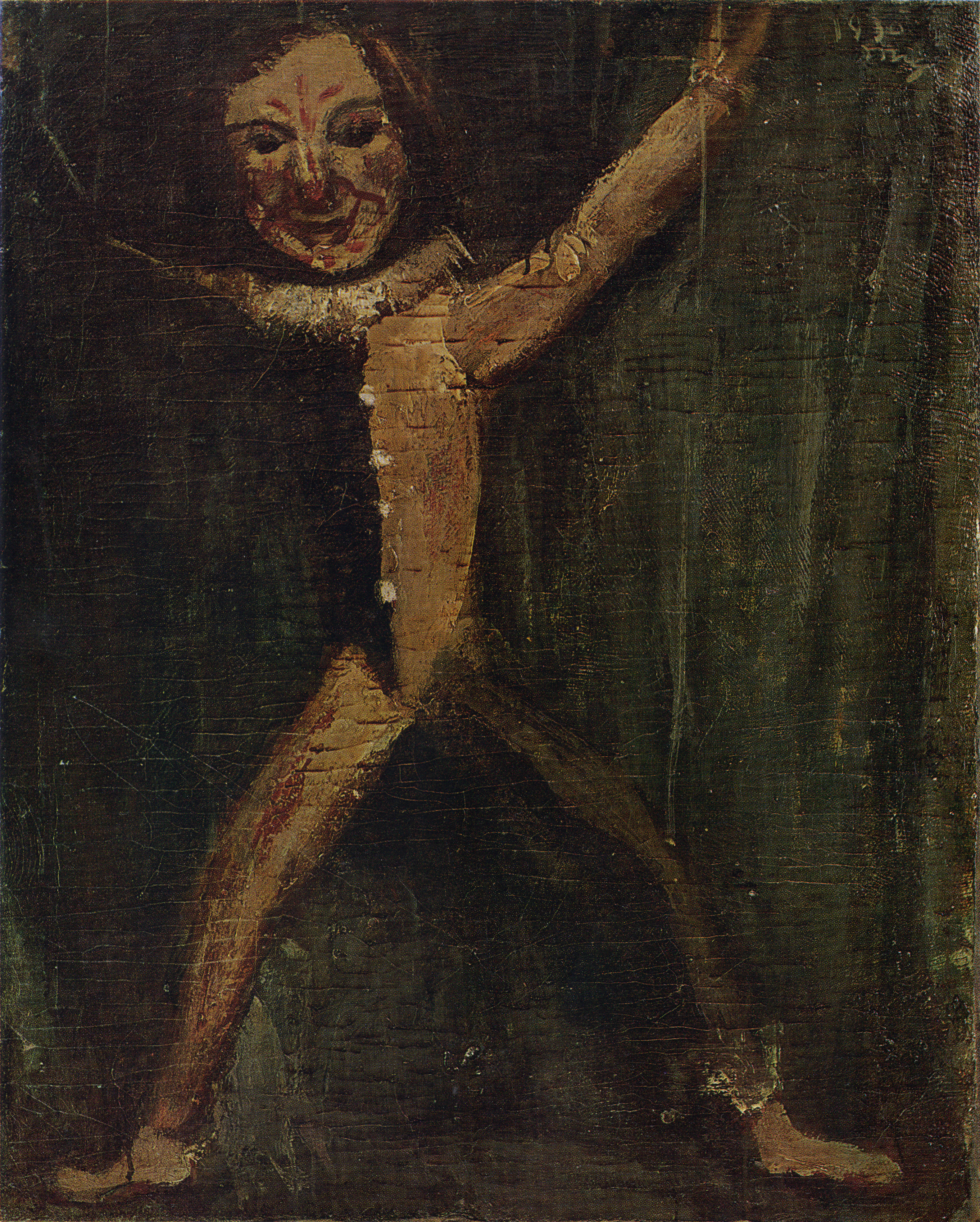
油絵『マリオネット』1930年公表（第8回展出品）北海道立三岸好太郎美術館収蔵

院展の日本画部と対立、脱退した洋画部同人を中心に創立された。創立時のメンバーは、足立源一郎、倉田白羊、小杉放庵、山本鼎、森田恒友、長谷川昇ら6人の日本美術院洋画部系の画家と、草土社系の岸田劉生、木村荘八（元・院展洋画部）、中川一政、そのほか萬鉄五郎、石井鶴三、梅原龍三郎らだった。その後、梅原と岸田は脱会し、河野通勢や岡本一平らが参加。
1925年の展覧会では裸婦像をめぐり公序良俗を乱すと批判された、國盛義篤ほかが受賞した。
春陽会の参加者は第二次世界大戦後の1947年、日展への出品を控えた。

## 特徴
東洋画風の手法や発想に立つ画風を有し、特定の主張をせず、前衛的作品が多い。

## 定期展覧会
設立された1922年の翌年以降、例年春に展覧会を開催する。
2023年には第100回を迎え、100回記念シンボルマークの公募や記念事業が実施された。

## 主な出版物
- 春陽会『春陽会作品集』アトリエ社、福山書店 (発売）、1932年。 NCID BA6104059X。
- 春陽会『春陽会画選 : 絵と文』美術工藝会、1950年。 NCID BB04646624。
- 木村 荘八、春陽会 著、毎日新聞社、白木屋 編『木村荘八遺作展』白木屋、1959年。 NCID BA77482509。
- 春陽会七〇年史刊行委員会 著、春陽会 編『春陽会七〇年史』春陽会、1994年。 NCID BN11103350。
- 文化財研究所 著、春陽会 編『春陽会』東京文化財研究所 編纂、ゆまに書房〈近代日本アート・カタログ・コレクション〉、2002年。 NCID BA59867749。ISBN 4843307610, 4843308102, 4843308110, 4843308129
- 『三岸好太郎・長谷川利行・靉光』講談社〈日本近代絵画全集 11〉、1963年。

展示目録
- 春陽会 著、東京府美術館 編『春陽会美術展覽会目録』春陽会、1923年。NCID BA90184593
- 春陽会 著、春陽会展図録刊行会 編『春陽会展図録』春陽会展図録刊行会、1934年。NCID BB02820469
- 春陽会『春陽会展出品仮目録』春陽会、1956年。NCID BA90221281
- 足立 源一郎、小杉 放庵、倉田 白羊 著、東京セントラル美術館、春陽会 編『春陽会50年の歩み展』東京セントラル美術館、1973年。NCID BA5954970X
- 三岸 好太郎、北海道立三岸好太郎美術館 著、NHK札幌放送局、北海道新聞社、春陽会 編『挿絵の魅力 : 三岸好太郎と春陽会の画家たち』北海道立三岸好太郎美術館、1991年。NCID BN07658351

『春陽展画集』
- 春陽会0朝日新聞社、1937年。NCID BA90222433
- 春陽会0新潮社、1942年。NCID BA42929105
- 春陽会00春陽会、1981年。NCID BA70212980
- 鈴木 朋子0春陽会、2021年。NCID BC06863482
- 冨田 泰世0春陽会、2022年。NCID BC14364193
- 竹内 美穂子0春陽会、2023年。NCID BD01729865
- 冨田 泰世0春陽会、2024年。NCID BD06973058